# Ryosuke Maeda
Ryosuke Maeda (født 27. april 1994) er en japansk fodboldspiller, som spiller for den japanske fodboldklub Oita Trinita.